# Longepi boyd
Longepi boyd is een spinnensoort uit de familie Lamponidae. De soort komt voor in New South Wales en Australisch Hoofdstedelijk Territorium.